# Rekenwaarde
De rekenwaarde van een materiaalsterkte (bijvoorbeeld de betondruksterkte, de elasticiteitsmodulus) is de karakteristieke sterkte van dat materiaal gedeeld door een partiële veiligheidsfactor γ. Deze factor houdt onder meer rekening met het feit dat de sterkte een lagere waarde kan aannemen dan de karakteristieke waarde (aangenomen 95%) en allerhande model- en uitvoeringsonzekerheden.
De rekenwaarde van een belasting is de karakteristieke grootte van die belasting vermenigvuldigd met een veiligheidsfactor γ. Deze houdt rekening met de mogelijkheid dat de karakteristieke waarde wordt overtroffen, en allerhande fouten in de belastingsmodellen.

## Materiaalsterkte
Voor berekeningen in de bruikbaarheidsgrenstoestand zijn al deze veiligheidsfactoren gelijk aan 1, voor de uiterste grenstoestand zijn deze als volgt:
| Beton                          | Beton |
| ------------------------------ | ----- |
| Eigen keuring (algemeen)       | 1,5   |
| Gevolgde keuring in fabriek    | 1,3   |
| Gevolgde keuring op bouwplaats | 1,4   |
| Verminderde keuring            | 1,6   |
| Staal                          |       |
| Algemeen                       | 1,15  |

Uit deze factoren blijkt dat de kwaliteit van staal beter gecontroleerd kan worden dan de kwaliteit van beton.

## Belastingen
Net als bij de materiaaleigenschappen is de belastingfactor in de bruikbaarheidsgrenstoestand gelijk aan 1,00. Gunstig werkende variabele belastingen worden in deze grenstoestand meestal niet meegenomen. De belastingsfactoren die worden toegepast zijn onder andere afhankelijk van de toepassing van het gebouw. Voor variabele belastingen gelden gelijktijdigheidsfactoren, aangegeven met de letter ψ. De onderstaande tabel geeft een versimpeld overzicht van de belastingsfactoren voor gebouwen in de klasse RC2 (Reliabilty Class 2):
| Type belasting | Type belasting | Permanente belasting | Permanente belasting | Variabele belasting     | Variabele belasting |
| -------------- | -------------- | -------------------- | -------------------- | ----------------------- | ------------------- |
| Type belasting | Type belasting | Ongunstig effect     | Gunstig effect       | Overheersende belasting | Andere belastingen  |
| UGT            | 6.10a          | 1,35                 | 0,90                 | 1,50 ψ0                 | 1,50 ψ0             |
| UGT            | 6.10b          | 1,20                 | 0,90                 | 1,50                    | 1,50 ψ0             |
| BGT            | BGT            | 1,00                 | 1,00                 | -                       | -                   |

Voor de UGT is de grootste rekenwaarde (uitkomst van 6.10a of 6.10b) maatgevend.